# Neues vom Tage
Neues vom Tage (français : nouvelles du jour) est un opéra-comique en trois parties de Paul Hindemith sur un livret de Marcellus Schiffer. Composé en 1928, il est créé le 8 juin 1929 au Opéra Kroll de Berlin sous la direction d'Otto Klemperer, création parisienne en novembre 1962 au TNP sous la direction de Charles Bruck.

## Distribution
| Rôle                             | Voix          | Première, 8 juin 1929 (Chef d'orchestre: Otto Klemperer) | version révisée, 7 avril 1954 (Chef d'orchestre: Paul Hindemith) |
| -------------------------------- | ------------- | -------------------------------------------------------- | ---------------------------------------------------------------- |
| Laura                            | soprano       | Grete Stückgold                                          | Mercedes Fortunati                                               |
| Edouard, Mari de Laura           | baryton       |                                                          | Giuseppe Valdengo                                                |
| Hermann,                         | ténor         | Erik Wirkl                                               | Gino Sinimberghi                                                 |
| Herr M                           | ténor         | Arthur Cavara                                            | Alessandro Pellegrini                                            |
| Frau M                           | mezzo-soprano | Sabine Kalter                                            | Adamo                                                            |
| Baron d'Houdoux, un entrepreneur | basse         | Dezső Ernster                                            | Giuseppe Modesti                                                 |
| Frau Pick, un reporteur          | contralto     |                                                          | Myriam Pirazzini                                                 |
| Uli                              | basse         | Fritz Krenn                                              | Coriolano Jorio                                                  |
| directeur d'hôtel                | basse         |                                                          | Gerardo Gaudiosi                                                 |
| femme de chambre                 | soprano       |                                                          |                                                                  |
| Guide                            | basse         |                                                          | Plinio Clabassi                                                  |
| Maitre-d'hôtel                   | ténor         |                                                          |                                                                  |
| Officier d'état-civil            | basse         |                                                          | Giovanni Amodeo                                                  |
| Premier chef                     | ténor         |                                                          | Nino Adami                                                       |
| Second chef                      | ténor         |                                                          | Silvio Santarelli                                                |
| Troisième chef                   | ténor         |                                                          | Gianni Avolanti                                                  |
| Quatrième chef                   | ténor         |                                                          | Piero De Palma                                                   |
| Cinquième chef                   | basse         |                                                          | Aldo Terrosi                                                     |

## Argument
Édouard et Laura sont mari et femme et veulent divorcer, mais le chemin de la séparation conjugale est long et semé d'embuches ...